# Dulia

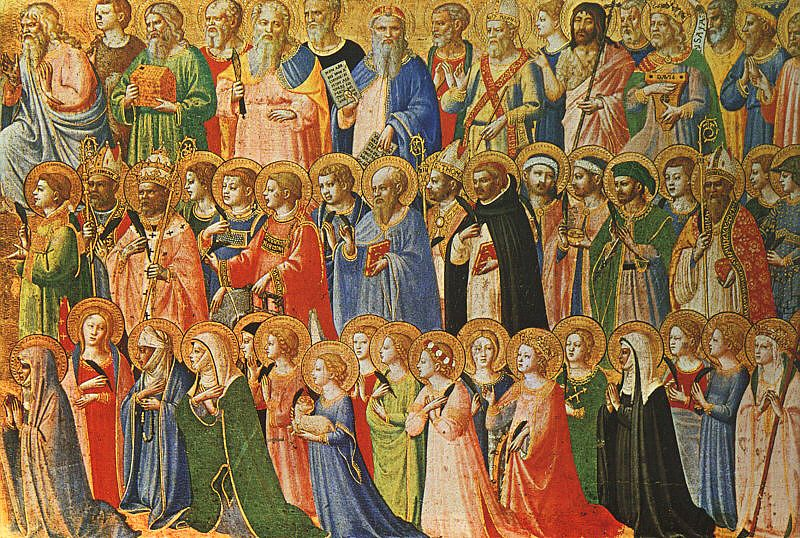
Die Vorläufer Christi mit Heiligen und Märtyrern, Fra Angelico (1423–24)

Dulia (auch „Dulie“, v. griech.: δουλεία, douleia), lateinisch servitus, ist in der Theologie die Bezeichnung für die Heiligenverehrung der Kirche. Die Dulia ist grundsätzlich von der – nur Gott zukommenden – Latrie, der Anbetung, zu unterscheiden. Innerhalb der Dulia gibt es noch (quasi als höhere Stufe, jedoch keineswegs mit der Latria vergleichbar) die sogenannte Hyperdulia („Hochverehrung“), die ausschließlich der Jungfrau Maria zukommt. Manche Theologen führten für deren Bräutigam, den hl. Josef, eine Zwischenstufe, Protodulia („Erstverehrung“) genannt, ein, doch ist diese Unterscheidung keineswegs so allgemein in die Terminologie übernommen worden wie die Hyperdulia bzw. Hyperdulie.